# Бовыкино (Вологодская область)
Бовыкино — деревня в Вологодском районе Вологодской области.
Входит в состав Майского сельского поселения (с 1 января 2006 года по 8 апреля 2009 года входила в Октябрьское сельское поселение), с точки зрения административно-территориального деления — в Октябрьский сельсовет.
Расстояние до районного центра Вологды по автодороге — 24 км, до центра муниципального образования Майского по прямой — 5 км. Ближайшие населённые пункты — Молочная, Овчинкино, Кулеберево.

## Население
По переписи 2002 года население — 9 человек.
| 2002 | 2010 |
| ---- | ---- |
| 9    | ↗11  |